# Condado de Johnson (Arkansas)
O Condado de Johnson é um dos 75 condados do estado americano do Arkansas. Sua sede de condado é Clarksville. Sua população, segundo o censo americano de 2000, é de 22 781 habitantes.